# Їцзяннань
Їцзяннань (кит.: 忆江南) — найбільший в Північному Китаї сад в південнокитайському стилі. Розташовано в парку-виставці Пекіна — Юаньбоюань. Назва перекладається як «Згадуя Цзяннань» (по аналогії з мелодією у жанрі ци). Інша назва цього саду «Сад Цзянсу» (江苏院).

## Опис
Прообразом саду послужили два відомих сади Цзяннані (історична область на правобережжі річки Янцзи): Чжанюань (瞻园) в Нанкіні і Лююань (留园) в Сучжоу.
Площа становить 13000 м2. За своєю структурою відповідає класичному китайському саду, де є озеро, скелі, водоспади, павільйони, галереї, альтанки. Загальна площа будівель складає 1900 м2. Зовні сад оточено білою стіною, обмежуючи таким чином простір. Білі стіни саду якнайкраще відтіняють зелень рослин і створюють химерну гру тіней. Пройти в сусідній двір можна через двері різноманітної форми. Круглі «місячні двері» є символом неба-кола.
Уздовж зовнішньої стіни саду прокладена галерея. Там чином, сад «розсувається» до самих своїх меж. Між галереєю і стіною залишено простір для бамбука. Його стовбури та листя створюють на білій стіні вишуканий візерунок.
Стіни всередині саду ділять його на ряд замкнутих просторів, створюючи своєрідний лабіринт, де різні види і ракурси змінюють один одним, символізуючи багатство й розмаїття світу. Деякі вкриті черепицею стіни мають хвилястий вигляд, слідуючи рельєфу та нагадуючи тулуба дракона, що захищає сад. У внутрішніх стінах прорізані вікна, через які видно сусідні двори саду. Такі вікна створюють ефект живописних полотен. Прорізи в стіні зазвичай круглі, у вигляді вази, віяла, квітки сливи, пелюстки, маючи своє поетичне звучання і символічне значення, рідко — прямокутної форми.
В саду Іцзяннань багато каменів. Є серед них каміння з озера Тайху (太湖石 Тайхуші), які відрізняються химерною формою, — так звані «камені вченого» або гунші. Щоб максимально розкрити красу і форму каменю, його на 150 років опускали на дно озера, де вода сточувала все зайве. Потім майстер спеціальної металевою щіткою обробляв поверхню, щоб виявити його структуру. Такий камінь повинен володіти п'ятьма якостями: шоу (瘦) — вузький, чжоу (皱) — зморшкуватий, лоу (漏) — продірявлений, тоу (透) — проникаючий, сю (秀) — красивий. Камені відтворюють в мініатюрі образ гірських гряд і скель, між якими пролягають вузькі долини і водостоки.
У центрі саду — велике озеро. На березі озера стоїть павільйон, що дещо нагадує той, який знаходиться в саду Лююань. Відкрита альтанка на березі озера є копією альтанки для споглядання риби Юйгуань (鱼观亭) з саду Чжаньюань.
Тут дуже вдало виглядає 70-метрова пагода Юндін, яка знаходиться на височині. У штучній скелі прокладений тунель. Проходячи через нього, через отвори між каменями можна побачити красиві панорами саду.
Частина саду Іцзяннань має більш приватний характер.